# تغير المناخ في البرازيل

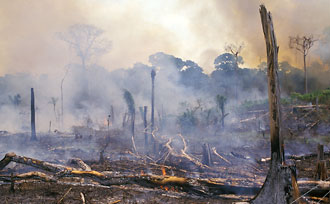
تغيرات المناخ في البرازيل

يعزى تغير المناخ في البرازيل إلى زيادة انبعاثات غازات الدفيئة على الصعيد العالمي. غير أن مساهمة البرازيل في انبعاثات غازات الدفيئة للفرد الواحد أعلى من المتوسط العالمي. ومعظم البلدان التي تطلق كميات كبيرة من غازات الدفيئة تفعل ذلك بحرق البنزين في السيارات والشاحنات واستخدام الغاز الطبيعي والفحم في محطات توليد الطاقة. بيد أن الانبعاثات البرازيلية تأتي من قطع الأشجار في غابات الأمازون المطيرة (التي لم تعد قادرة على امتصاص ثاني أكسيد الكربون) ومن مزارع الماشية الضخمة، حيث تطلق الأبقار الميثان.
إن تأثير الاحتباس الحراري الناتج عن زيادة ثاني أكسيد الكربون والميثان يجعل غابات الأمازون المطيرة أكثر سخونة وجفافًا، ما يؤدي إلى المزيد من حرائق الغابات في البرازيل. أجزاء من الغابات المطيرة معرضة لخطر التحول إلى السافانا.
تبلغ انبعاثات غازات الاحتباس الحراري من البرازيل ما يقرب من 3% من الإجمالي العالمي السنوي. في اتفاق باريس وعدت البرازيل بخفض انبعاثاتها، لكن حكومة بولسونارو تعرضت لانتقادات لأنها لم تفعل سوى القليل للحد من تغير المناخ أو التكيف مع تغير المناخ.

## انبعاثات غازات الدفيئة
في عام 2020 أبلِغ عن الأرقام الرسمية لعام 2016: الزراعة 33.2%، وقطاع الطاقة 28.9%، واستخدام الأراضي وتغيير استخدام الأراضي والحراجة 27.1%. ساهمت العمليات الصناعية واستخدام المنتجات والنفايات بنسبة 6.4% و4.5% على التوالي.
وفقًا للمرصد البرازيلي للمناخ، أطلقت البلاد 2.17 مليار طن من مكافئ ثاني أكسيد الكربون في عام 2019. شكلت إزالة الغابات 968 مليون طن من مكافئ ثاني أكسيد الكربون، وهو ما يمثل 44% من الإجمالي، وأصدرت الزراعة 598.7 مليون طن من مكافئ ثاني أكسيد الكربون (28%)، وقطاع الطاقة 413.6 مليون طن من مكافئ ثاني أكسيد الكربون (19%)، والصناعة 99 مليون طن مكافئ ثاني أكسيد الكربون (5%)، والنفايات 96 مليون طن من مكافئ ثاني أكسيد الكربون (4%).
في عام 2019 أطلق البرازيليون في المتوسط 10 أطنان من مكافئ ثاني أكسيد الكربون لكل شخص، مقارنة بالمعدل العالمي البالغ 7 أطنان للفرد.
على الرغم من تعهد الحكومة بصافي انبعاثات صفرية بحلول عام 2050، يشكو النقاد من عدم اتخاذ إجراءات فورية. قال الباحث إميليو لا روفيري، أحد منسقي تقرير عام 2013: «إذا لم يفعلوا شيئًا للحد من انبعاثات ما بعد عام 2020، فقد تُطلق البرازيل 2.5 مليار طن من ثاني أكسيد الكربون بحلول عام 2030. لإعطائكم فكرة، يتجاوز الرقم الإجمالي لعام 2005، عندما بلغ مجموع الانبعاثات نحو 2 مليار طن».

### استهلاك الطاقة
أكبر مصدر منفرد في قطاع الطاقة هو المنتجات النفطية المستخدمة كوقود للنقل في البرازيل، ولكن قطاع الكهرباء يحرق بعض الغاز الطبيعي والفحم في البرازيل. في 2016/2017، تلقت محطات الطاقة التي تعمل بالفحم في البرازيل أكثر من مليار ريال في شكل إعانات. في اتفاقية التنوع البيولوجي التزمت البرازيل بالتخلص التدريجي من الإعانات الضارة بالبيئة بحلول عام 2020.

### الانبعاثات الصناعية

#### قطاع الماشية
في عام 2012 كان لدى البرازيل ثاني أكبر عدد من الماشية في العالم، وبلغ العدد 205 مليون رأس. الأبقار هي الحيوانات المجترة التي تنبعث منها غازات الدفيئة مثل الميثان وأكسيد النيتروس.

### إزالة الغابات
قُطعت الأشجار لإنشاء حقول للماشية وفول الصويا. بلغت إزالة الغابات ذروتها في عام 2004 ثم انخفضت حتى أوائل العقد الثاني من الألفية الثانية. ومنذ ذلك الحين، اتجهت إزالة الغابات إلى الزيادة حتى عام 2020.

## التأثيرات على البيئة الطبيعية

### تغيرات درجات الحرارة والطقس
وفقًا لما ذكره خوسيه مارينغو، من المعهد الوطني لبحوث الفضاء، تبين الدراسات الحديثة أن التنبؤات تشير إلى ارتفاع في درجة الحرارة في جميع المناطق الأخرى في أمريكا الجنوبية، باستثناء امتداد سواحل تشيلي، حيث كان هناك تبريد طفيف في العقود الأخيرة.
يلعب نهر الأمازون دورًا بارزًا في تنظيم المناخ في جميع أنحاء البرازيل ومناطق أخرى في أمريكا الجنوبية. تعتبر غاباته حوضًا رئيسيًا للكربون وهي ضرورية لتكوين الأمطار التي تروي معظم أنحاء البلاد. وفقًا لمارينغو وآخرين معه، فإن 30% إلى 50% من هطول الأمطار في حوض الأمازون ينشأ من الغابة نفسها من خلال التبخر. «بالإضافة إلى ذلك، فإن الرطوبة التي تنشأ في حوض الأمازون تنقلها الرياح إلى أجزاء أخرى من القارة وتعتبر هامة في تكوين الأمطار في المناطق البعيدة عن الأمازون». بطبيعة الحال، إذا اختفت الغابة، ستختفي الأمطار. وتنشأ حلقة مفرغة فإذا تجاوزت إزالة الغابات مستوى حرجًا معينًا، يقدر بنحو 40% من الخسائر، فلن تتمكن الغابة من إنتاج ما يكفي من الأمطار للحفاظ على نفسها: كلما قلت الغابات، قل هطول الأمطار، وكلما قلت الأمطار، قلت الغابات. والواقع أن نحو 19% من غابات الأمازون قد فُقِدت بالفعل، وتشير الدراسات الأخيرة إلى أنها تقترب من اجتياز النقطة الحرجة، وما قبل الاجتياز لن يكون كما بعده. بالإضافة إلى المشاكل في الأمازون، فإن جميع الوحدات الأحيائية الوطنية الأخرى -سيرادو، وبامبا شبه القاحلة، وبانتانال، والغابة الأطلسية، وبامبا- تعاني أيضًا من تأثيرات مهمة، معظمها تميل نحو الزيادة، ما يسهم في تضخيم التأثيرات المتلاحقة.
يأتي جزء هام آخر من الأمطار البرازيلية من دوران رطوبة المحيطات. يؤثر الاحتباس الحراري أيضًا على التيارات البحرية التي تؤثر على المناخ البرازيلي، كما أن الرياح التي تحمل الرطوبة التي تصل إلى البرازيل تٌعدل أنماطها، ما يؤدي إلى تقليل مستوى الرطوبة في الغلاف الجوي، وإلى خلل في تكوين السحب، وتقليل هطول الأمطار. يمكن أن تؤدي قلة الأمطار إلى جفاف طبقات المياه الجوفية. وتعني هذه العوامل مجتمعة، إجمالًا، انخفاضًا عامًا في توافر المياه وبيئات أكثر جفافًا في معظم أنحاء البلاد. غير أنه من المتوقع أن يزداد هطول الأمطار في بعض المناطق بسبب اختلاف الآليات، مما يخلف أيضا آثارًا سلبية. وفقًا للفريق البرازيلي المعني بتغير المناخ، «التغيير الذي سيكون له أكبر تأثير سيكون تغييرًا في أنماط هطول الأمطار. تظهر الأبحاث أنه في الجنوب والجنوب الشرقي، المناطق التي تعاني من الفيضانات والانهيارات الأرضية، ستصبح الأمطار أقوى وأكثر تواترًا. في الشمال الشرقي، سيحدث العكس».

### ارتفاع منسوب البحر
تشير القياسات التي أجريت على ساحل ساو باولو إلى أن مستوى سطح البحر قد ارتفع 30 سم في القرن العشرين، متجاوزًا بذلك المتوسط العالمي، وهناك بالفعل العديد من العلامات التي تدل على تآكل السواحل، والمياه الجوفية تملح تدريجيًا، وتصبح الشلالات أعلى، ما يلحق أضرارًا بالبنية التحتية للمدن الساحلية. عشرون شاطئًا معرضًا لخطر الاختفاء. في ريسيفي، فقد شاطئ بوا فياجيم الشهير بعض الأجزاء التي ابتلعها البحر، وفقدت أوليندا 59% من شريطها الرملي بين عامي 1995 و2010.

### النظم البيئية
تأثرت النظم البيئية في البرازيل بالتغيرات في درجات الحرارة وتغيرات هطول الأمطار. بحسب توقعات التقرير الأول، بحلول نهاية القرن الحادي والعشرين، قد تشهد منطقة الأمازون انخفاضًا يصل إلى 45% في معدل هطول الأمطار، وزيادة في متوسط درجة الحرارة تصل إلى 6 درجة مئوية. وهذا يقترب من أسوأ السيناريوهات التي توقعتها اللجنة الدولية للتغيرات المناخية، والتي تنبأت بتغيرات هامة في معظم الوحدات الأحيائية. غير أن التقييم لم ينظر في أثر إزالة الغابات، ما سيزيد بالتأكيد مستويات التباين إلى حد ما. سيعتمد تطور السيناريو المستقبلي على نجاح البلد في إدارة التهديدات الخطيرة للوحدات الأحيائية. وبعد مرور عقد على انخفاض معدلات إزالة الغابات، وثقت السنوات الأخيرة حدوث زيادة سريعة في تدمير الأشجار. قدر التقرير أنه في حالة اختفاء 40% من الغابات، سيزداد الجفاف وتتحول الكثير من الغابات إلى سافانا. وسيؤدي ذلك إلى انخفاض كبير في التنوع البيولوجي وسيكون له أيضًا أثر سلبي على كمية الأمطار التي يمكن أن تتوقعها البرازيل.